# Kloster Sorø
Das Kloster Sorø ist eine ehemalige Zisterzienserabtei in Dänemark. Es liegt auf der Insel Seeland (Sjælland) bei der Stadt Sorø zwischen Slagelse und Ringsted.

## Geschichte

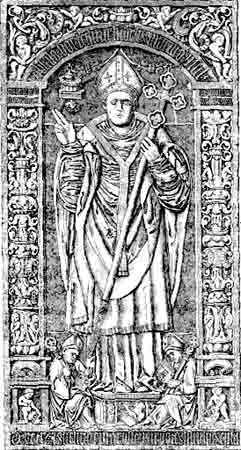
Grabplatte Bischof Absalons in Sorø

Das Kloster wurde um die Mitte des 12. Jahrhunderts von den Brüdern Toke, Ebbe und Asser Rig, den Söhnen von Skjalm Hvide, als Benediktinerkloster gestiftet. Die Kirche diente als Grablege des Hvide-Geschlechts. Auf Einladung des Bischofs Absalon von Roskilde, eines Sohnes des Stifters Asser Rig, wurde das Kloster 1161 von Zisterziensern aus Kloster Esrom, einem Tochterkloster der Primarabtei Clairvaux, übernommen. Sorø wurde zum wichtigsten Zisterzienserkloster Dänemarks. Von Sorø aus wurden 1194 das Kloster Ås (heute in Schweden) und 1326 das Kloster Knardrup gegründet. 
König Waldemar IV. Atterdag wurde nach seinem Tod 1475 zunächst in der Marienkapelle der Burg Vordingborg beigesetzt, doch ließ seine Tochter Margarethe I., die zu ihrer Zeit mächtigste Frau Europas, ihn 1377 in die Klosterkirche von Sorø überführen. 1387 ließ sie hier auch ihren früh verstorbenen Sohn Olav II. beisetzen und nach ihrem Tod 1412 in Flensburg wurde ihr Leichnam ebenfalls in Sorø beigesetzt. Im Sommer 1413 ordnete aber Bischof Peder Jensen Lodehat von Roskilde die Überführung von Margarethes Leichnam von Sorø in den Dom zu Roskilde an. Wahrscheinlich wollte er damit seiner Metropolitankirche eine größere Bedeutung verleihen. Der Roskilder Dom wurde dann auch die Begräbnisstätte für die meisten späteren dänischen Herrscher. 
Mit Ausnahme der Kirche brannten die Klostergebäude 1217 ab. Die anschließend neu errichteten Gebäude fielen 1813 einem Brand zum Opfer. Nur das Klostertor blieb erhalten. Dieses Torhaus von Sorø ist eines der ältesten heute noch bewohnten Häuser in Dänemark. Hier schrieb bereits Saxo Grammaticus ab 1185 auf Anregung des Bischofs Absalon seine berühmte Chronik Gesta Danorum.

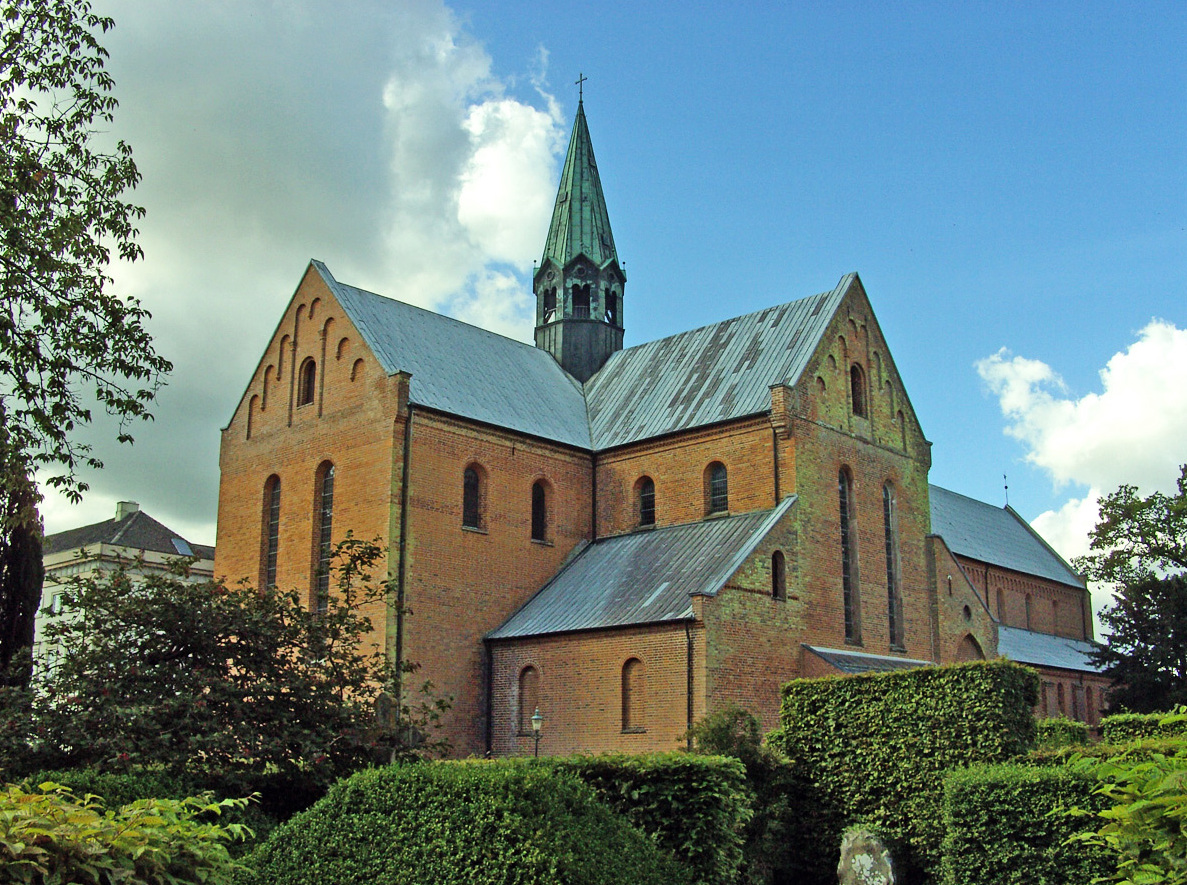

Als in Dänemark die Reformation eingeführt wurde, war Henrik von Sorø Abt. Während die meisten anderen Klöster geschlossen wurden, wurde Sorø als lutherischer Konvent fortgeführt. Seit 1586 bestand eine Schule, die der Gelehrte Holger Rosenkrantz 1623 zu einer Ritterakademie ausbaute. Die Sorø Akademi, die den Rang einer Universität hatte, wurde von seinem Sohn Jørgen Rosenkrantz geleitet, musste aber schon 1665 wieder geschlossen werden, da sie sich finanziell nicht trug. Eine zweite Akademie bestand von 1747 bis 1793. Die Schule blieb die ganze Zeit über bestehen und besteht heute noch als öffentliche Schule mit Internat.
In Sorø wurde Ende des 16. Jahrhunderts eine Abschrift der damals bereits in Vergessenheit geratenen mittelalterlichen Chronik Gesta Hammaburgensis ecclesiae pontificum des Scholastikers Adam von Bremen entdeckt, heute eine der wichtigsten Geschichtsquellen für Norddeutschland und Nordeuropa.

## Klosterkirche

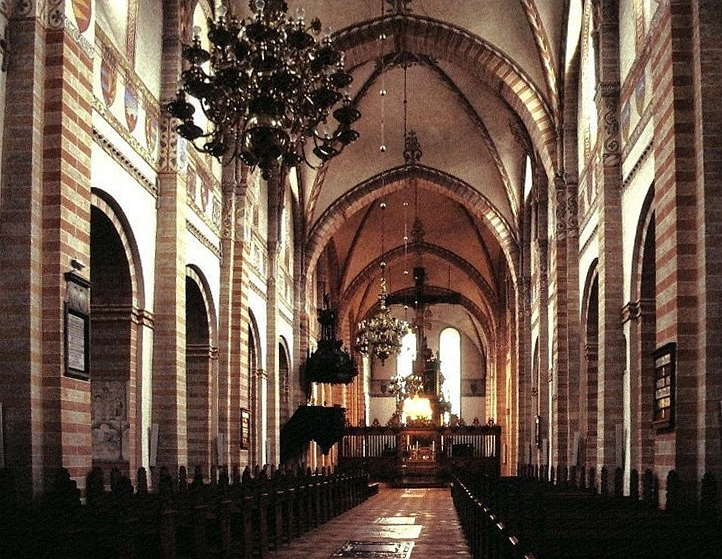
Inneres der Klosterkirche nach Osten

Die turmlose, 70 m lange Kirche ist eine ursprünglich flach gedeckte dreischiffige Basilika mit fünf Langhausjochen im gebundenen System, Querschiff mit drei quadratischen Jochen, je zwei gerade geschlossenen Kapellen an der Ostseite und einjochigem Rechteckchor. Sie wurde nach dem Brand von 1247 überwölbt; die Gewölbebögen ruhen auf kurzen Säulchen. Seitenschiffe und Kapellen waren wohl von Anfang an gewölbt. Die Kirche weist einen mehrfach erneuerten Dachreiter über der Vierung auf. In der Kirche finden sich zahlreiche Epitaphien und Grabmäler, darunter das Grab des Klostergründers Absalon. Sie ist Grablege mehrerer Angehöriger des dänischen Königshauses. Auch der Dichter Ludvig Holberg ist in der Kirche begraben.
In der Kirche befindet sich ein Triumphkreuz des gotischen Bildhauers Claus Berg.

## Literatur

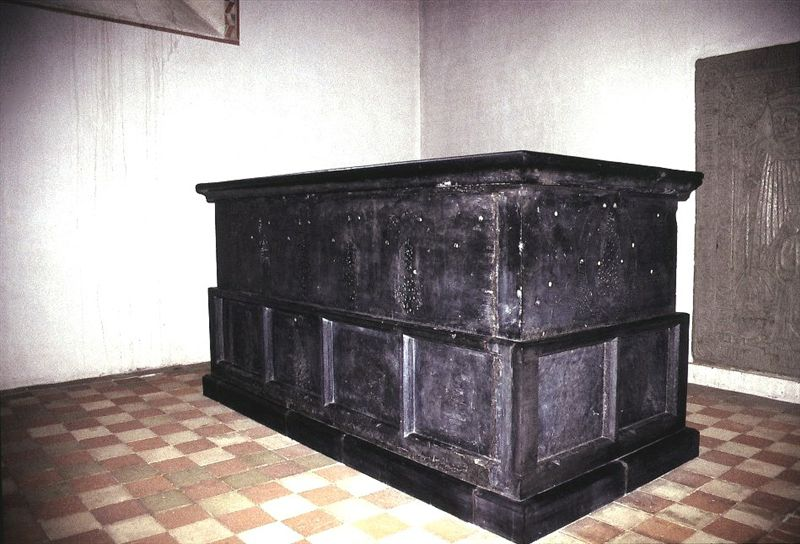
Der Sarg des bedeutenden Königs Waldemar IV. Atterdag